# 福建炒飯
福建炒飯 (ふっけんチャーハン、中国語: 福建炒飯) は、香港の多くの茶餐庁で一般的な、中華鍋を用いて作られる広東風の炒飯。名称とは裏腹に、福建省が発祥の料理ではない。福建炒飯は、一般的な卵炒飯の上にオイスターソース風味の餡をかけたものである。炒飯に乗せる食材としては、キノコや肉、野菜などが用いられる。これらの具材を炒め、水とデンプンを混ぜあわせたあと、だし汁や醤油、オイスターソースで味付けする。